# Brigitte Magnus
Brigitte Magnus es una deportista de la RDA que compitió en piragüismo en la modalidad de eslalon. Ganó dos medallas de oro en el Campeonato Mundial de Piragüismo en Eslalon de 1957, en las pruebas F1 individual y por equipos.

## Palmarés internacional
| Campeonato Mundial | Campeonato Mundial | Campeonato Mundial | Campeonato Mundial |
| Año                | Lugar              | Medalla            | Competición        |
| ------------------ | ------------------ | ------------------ | ------------------ |
| 1957               | Augsburgo (RFA)    | Medalla de oro     | F1 individual      |
| 1957               | Augsburgo (RFA)    | Medalla de oro     | F1 por equipos     |